# Parque nacional Montes Rundle

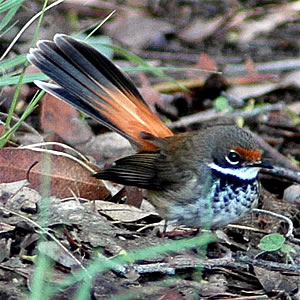
El abanico rojizo (Rhipidura rufifrons)

El Parque Nacional Montes Rundle es un parque nacional en Queensland (Australia), ubicado a 471 km al noroeste de Brisbane.

## Datos
- Área: 21,70 km²;
- Coordenadas: 23°39′38″S 150°58′24″E / -23.66056, 150.97333
- Fecha de Creación: 1993
- Administración: Servicio para la Vida Salvaje de Queensland
- Categoría IUCN: II

Véase también:
- Zonas protegidas de Queensland

- Datos: Q3182036